# شکم‌باره
شکم باره کسی است که از مصرف بیش از اندازهٔ مواد غذایی و نوشیدنی لذت می‌برد. شکم‌پرست همچنین به فردی گفته می‌شود که به مصرف مواد غذایی اعتیاد دارد.
شکم‌باره . [ش ِ ک َ رَ / رِ] (ص مرکب) شکم‌خواره. شکم‌پرست. پرخور و شکم‌بنده (از یادداشت مؤلف). و رجوع به مترادفات کلمه شود.

## دیدگاهمسیحیت
شکم‌بارگی در میان کاتولیک‌های فرانسه، جزو هفت گناه کبیره یاد می‌شود.

## نگارخانه

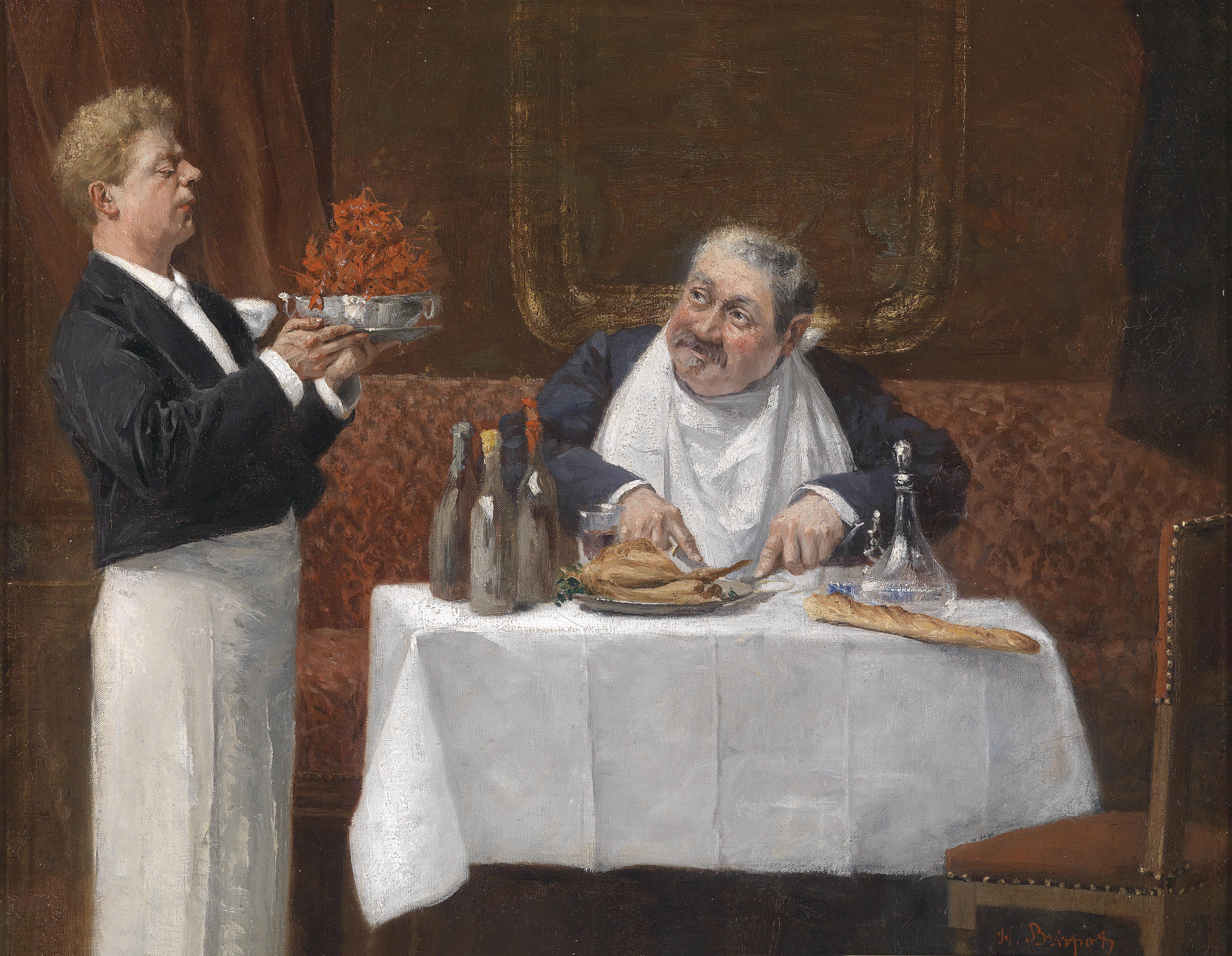